# 56795 Amandagorman
56795 Amandagorman este o planetă minoră (asteroid) din centura de asteroizi. A fost descoperită pe 31 iulie 2000 la Observatorio de Cerro Tololo⁠(d) de Marc Buie⁠(d) și a fost numită după Amanda Gorman⁠(d). 
Obiectul prezintă o orbită caracterizată de o semiaxă mare de 2,9807694324404 UAi, o excentricitate de 0,083735354995342, o înclinație de 0,57184433417083 ° în raport cu ecliptica.